# Temple de Chêne-Bougeries
Le temple de Chêne-Bougeries est un temple protestant situé dans la commune genevoise de Chêne-Bougeries, en Suisse. La paroisse est membre de l'Église protestante de Genève.

## Histoire
En 1754, à la suite de la signature du traité de Turin entre Genève et le duc Charles-Emmanuel de Savoie, la paroisse protestante de Chêne doit abandonner son temple : celui-ci se trouve en effet sur le territoire de Chêne-Bourg qui devait être restitué au royaume de Sardaigne. L'année suivante, le mathématicien Jean-Louis Calandrini présente les plans d'un nouveau temple situé à Chênes-Bougeries (alors appelé « les Petites Bougeries ») qui sera construit en deux ans seulement.
En 1835, à l'occasion de la fête du jubilé de la Réforme protestante, une cache fut creusée dans le mur du temple et remplie avec des documents et une lettre signée de tous les paroissiens ; elle fut ensuite scellée avec une plaque de marbre gravée avec ces mots : « 1835 les paroissiens de Chêne à leurs descendants de 1936 ». La cache fut ouverte en 1936 comme prévu, puis remplie à nouveau pour être rouverte en 2036.
Un important travail de restauration a été réalisé entre 2004 et 2008. Ce travail concernait tant l'extérieur que l'intérieur du bâtiment.
Le temple est inscrit comme bien culturel suisse d'importance nationale. Outre sa fonction religieuse, il est utilisé pour des concerts, en particulier dans le cadre du festival Antigel.

## Architecture
Le temple de Chêne-Bougerie est entièrement ellipsoïdal. Cette architecture, qui n'existe que pour des constructions religieuses réformées, ne se retrouve en Suisse qu'à 5 reprises (outre ce bâtiment, les temples de Chêne-Pâquier et d'Oron-la-Ville dans le canton de Vaud, de La Chaux-de-Fonds et de Saint-Sulpice, Val-de-Travers dans le canton de Neuchâtel). Il s'agit du dernier temple de Suisse romande dont les places sont encore marquées par des plaquettes de cuivre gravées au nom de leur propriétaire, témoignage d'une époque révolue où la vente des places assises permettait de financer la construction de l'édifice.
Originellement construit sans instrument, le temple est équipé d'un harmonium, puis d'un  premier orgue en 1890 ; celui-ci est ensuite revenu à la paroisse catholique d'Yverdon-les-Bains et remplacé en 1930. Ce second orgue sera relevé en 1948, puis à nouveau en 1963 avant d'être à son tour remplacé le 28 août 1979 par un nouvel instrument,.